# ʿAbbās Ḥilmī
'Abbās Hilmī II (Alessandria d'Egitto, 14 luglio 1874 – Ginevra, 19 dicembre 1944) è stato l'ultimo Chedivè d'Egitto dal 1892 al 1914.

## Biografia
Studiò nel Theresianum di Vienna e succedette a suo padre Tawfīq Pascià l'8 gennaio del 1892. Cercò inizialmente di rendere l'Egitto libero dal protettorato che di fatto il Regno Unito esercitava sul paese e che durava ormai da dieci anni, subito dopo cioè la vittoria sull'esercito egiziano condotto da ʿOrābī Pascià. I suoi intenti patriottici e i suoi propositi indipendentistici furono però ben presto stroncati e quindi fu costretto a seguire una linea politica fortemente influenzata dalla Gran Bretagna.

### I contrasti con il Regno Unito
Il controllo britannico sulla politica di ʿAbbās Ḥilmī II si manifestò soprattutto in campo economico e sociale, facendo fallire quasi tutte le riforme che il sovrano egiziano avrebbe voluto attuare fin dai suoi primi mesi di regno. Sempre più soggetto ai diktat di Londra, ʿAbbās Ḥilmī II fu costretto ad attuare una forte repressione contro il movimento nazionalista che si opponeva alla sua reggenza e al Regno Unito.
Due episodi spiegano convenientemente la situazione. Il primo si riferisce alla pretesa, espressa nel gennaio 1893, da parte di un Ispettore della polizia britannica appositamente istruito, che tutti i governatori di provincia (Mudīr ) inviassero al comando della polizia britannica i loro rapporti, invece che al ministero dell'Interno egiziano. La dura reazione del Chedivè, che dispose la rimozione del funzionario britannico, non ebbe alcuna applicazione. Il Primo ministro Nūbār Pascià, assai "morbido" nei riguardi della potenza occupante, non dette alcuna esecuzione all'ordine chediviale. La destituzione del suo Gabinetto in favore di Fakhrī Pascià, anch'egli anti-britannico, suscitò le adirate reazioni di Lord Cromer che, senza alcun formalismo, invitò il Chedivè a tornare sui suoi passi, rifacendosi alla Circolare Granville del 3 gennaio 1883 che disponeva l'obbligo egiziano di uniformarsi ai "consigli" britannici durante l'occupazione militare dell'Egitto, seguita alla sconfitta di ʿOrābī Pascià nella battaglia di Tell el-Kebīr. Non contento di questo ammonimento, Lord Cramer ritenne "doveroso dirigere l'attenzione del Chedivè su di un reparto di truppe inglesi schierato per qualche ordinario addestramento militare nella grande piazza antistante alle finestre del Chedivè".
Il secondo avvenne un anno dopo, nel gennaio del 1894, allorché il Chedivè rimproverò Lord Kitchener, che aveva il grado di comandante in capo dell'esercito egiziano, di non addestrare convenientemente le non troppo numerose truppe egiziane, consistenti al massimo in diciottomila soldati, secondo i termini della pace concordata dopo la disfatta egiziana nella battaglia di Tell el-Kebīr. Le dimissioni di Lord Kitchener suscitarono scalpore a Londra e Lord Cromer non lesinò minacce ad ʿAbbās Ḥilmī II in caso le dure (ma esatte) osservazioni del Chedivè non fossero state ritrattate. Cosa che ʿAbbās Ḥilmī II dovette fare in nome di un'amara realpolitik, inghiottendo anche l'amaro boccone della rimozione del suo ministro della Guerra, Māher Pascià, anch'egli di sentimenti tutt'altro che filo-britannici e, poco dopo, il ritorno alla guida del Governo di Nūbār Pascià, assolutamente gradito a Londra.

### Protettorato sull'Egitto
Il 18 dicembre 1914 i britannici instaurarono un protettorato sull'Egitto, stabilendo di fatto una vera occupazione. A quel punto l'orientamento schiettamente anti-britannico di ʿAbbās Ḥilmī II era visto da Londra come una più che probabile fonte di problemi, visto che da Istanbul (dove si trovava fin dal mese di agosto, per curarsi oltretutto delle ferite riportate in un attentato subito il 25 luglio) egli aveva lanciato un proclama ai suoi sudditi in favore di un'alleanza con gli Imperi Centrali, anche per liberarsi dell'oppressione straniera in patria. Fu così che il 19 dicembre egli fu deposto da Londra, eliminando in tal modo l'ultima figura istituzionale formalmente indipendente che rimaneva nello Stato arabo e africano.
A seguito della concessione da parte del Regno Unito dell'indipendenza all'Egitto nel 1922, ʿAbbās Ḥilmī II capì che non aveva alcuna speranza di tornare al potere in patria e il trono andò quindi a Fuʾād, rinunciando però formalmente ai suoi diritti su esso solo nel 1931. 
Un anno prima della sua destituzione aveva commissionato lo yacht Makook III al Cantiere navale fratelli Orlando di Livorno.  Makook III fu varato nel 1914.